# Tamanrasset (Fluss)

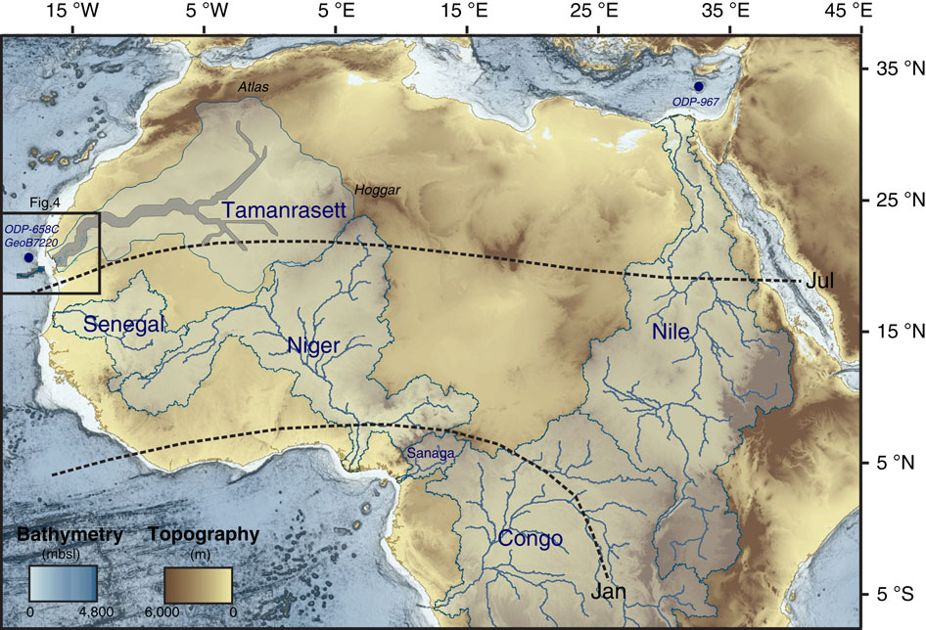
Der frühere Verlauf des Tamanrasset sowie weitere Flusssysteme in Nordafrika.

Der Tamanrasset war ein gigantischer ehemaliger Strom, von dem angenommen wird, dass er vor 5000 Jahren durch Westafrika geflossen ist.
Er soll im südlichen Atlasgebirge und der Ahaggar-Hochebene entsprungen, über das Gebiet der Sahara und des heutigen Algeriens geflossen sein sowie schließlich im Atlantik gemündet haben.
Vermutlich grub der Fluss auch den Cap Timiris Canyon vor den Küsten Mauretaniens. Er hatte große Auswirkungen auf frühe Siedler in der Region und soll nach seinem Austrocknen zur Völkerwanderung beigetragen haben. Das Flussbett wurde von einem japanischen Satellitensystem entdeckt.